# Густаф Седерстрем
Густаф Седерстрем (швед. Gustaf Fredrik Söderström; Стокхолм 25. новембар 1865 — Линдинге 12. новембар 1958) је бивши шведски атлетичар, учесник Летњих олимпијских игара 1900. одржаним у Паризу.
Седерстрем је на Олимпијске игре 1900. дошао као атлетичар који се такмичио у бацању диска и бацању кугле и у оба такмичења заузео је шесто место.
Међутим највећи успех је постигао са екипом формираном на Играма, када је са још двојицом Швеђана и тројицом Данаца учествовао је у такмичењу надвлачења конопца. Њихова мешовита екипа победила је Француску са 2:0 и тако освојила златну медаљу. Медаља коју је освојио, МОК није приписао Шведској, већ Мешовитом тиму.
Његов млађи брат Бруно Седерстрем је такође био атлетичар.
Густаф Седерстрем је умро у Линдингу у 92. години.

## Лични рекорди
- Бацање диска — 38,70 (1897)
- Бацање кугле — 12,20 (1895)